# Knowle St Giles
Pour les articles homonymes, voir St Giles et Gilles.
Knowle St Giles est une paroisse civile et un village du Somerset, en Angleterre.